# Rajec (okres Žilina)
Rajec is een Slowaakse gemeente in de regio Žilina, en maakt deel uit van het district Žilina.
Rajec telt 6074 inwoners.